# Klanjec
Klanjec est une ville et une municipalité située en Hrvatsko Zagorje, dans le comitat de Krapina-Zagorje, en Croatie. Au recensement de 2001, la municipalité comptait 3 234 habitants, dont 98,05 % de Croates et la ville seule comptait 562 habitants.

## Localités
La municipalité de Klanjec compte 19 localités : 
| - Bobovec Tomaševečki - Bratovski Vrh - Cesarska Ves - Dol Klanječki - Florijan - Goljak Klanječki - Gorkovec - Gredice - Klanjec - Ledine Klanječke | - Lepoglavec - Letovčan Novodvorski - Letovčan Tomaševečki - Lučelnica Tomaševečka - Mihanovićev Dol - Novi Dvori Klanječki - Police - Rakovec Tomaševečki - Tomaševec |